# ほくほく札幌ビル
ほくほく札幌ビル（ほくほくさっぽろビル）は、北海道札幌市中央区に所在する建造物。北陸銀行札幌支店や北海道銀行の本部機能、本店法人営業部などが入居している。

## 概要
ほくほくフィナンシャルグループの北陸銀行と北海道銀行の両行で建設し、初のグループ各社が共同で活用するビルとなった。
地下2階は地下街と接続し、地下3階は地下鉄大通駅地下2階の東西線ホーム階のコンコースと直結し、改札口を出てすぐのところに出入り口がある。

## 歴史
北陸銀行札幌支店は1966年（昭和41年）8月からこの地で営業していたが、老朽化のため建て替えることとなり、2021年（令和4年）4月5日に北海道事務所を道銀別館ビルへ移転。4月9日に営業を終了し、4月12日北海道銀行中央支店跡の仮店舗へ移転した。屋上に設置されていた、山内壮夫作の彫刻「鶴の舞」は豊平支店の敷地に移設した。
同年11月15日に起工式を実施。両行の頭取や役職員のほか、建設関係者など約30人が出席した。
2024年（令和6年）2月26日に竣工し、3月11日に仮店舗で営業していた北陸銀行札幌支店と北海道事務所が当ビルに移転し、地下鉄東西線大通駅18番出入口の供用開始。4月15日には「大通西4南地区第一種市街地再開発事業」による道銀ビルディングの建て替えに伴い、北海道銀行の本部機能と本店法人営業部が当ビルに移転。
同年6月17日、北海道銀行札幌駅前支店が入居する札幌駅前合同ビルの建て替えに伴い、法人担当を当ビルに移転し、第10法人営業部を開設した。

## 沿革
- 2021年
  - 11月 - 着工[広報 2][7]。
  - 11月15日 - 起工式を実施[4][5]。
- 2024年
  - 2月26日 - 竣工[広報 1]。
  - 3月11日 - 北陸銀行札幌支店と北海道事務所が当ビルに移転[広報 4]。地下鉄東西線大通駅18番出入口の供用開始[6]。
  - 4月15日 - 北海道銀行の本部機能と本店法人営業部が当ビルに移転[注 1][広報 5]。
  - 6月17日 - 北海道銀行第10法人営業部を開設[広報 6]。
  - 7月23日 - コメダ珈琲店がオープン[8]。
  - 7月24日 - セイコーマートがオープン[9]。

## 主なテナント
地下3階
- 札幌市営地下鉄東西線大通駅18番出口

地下2階
- セイコーマートほくほく札幌ビル店
- 北陸銀行・北海道銀行ATM

1階
- コメダ珈琲店大通西2丁目店

2階
- 北陸銀行札幌支店
- ほくぎんローンプラザ札幌大通
- 北海道銀行本店法人営業部